# Cryptomys bocagei
Cryptomys bocagei је врста глодара из породице пешчарских слепих кучића (Bathyergidae).

## Распрострањење
Ареал врсте је ограничен на мањи број држава. 
Врста је присутна у Анголи и Намибији. Присуство је непотврђено у ДР Конгу и Замбији.

## Станиште
Станиште врсте су саване.

## Угроженост
Ова врста је наведена као последња брига, јер има широко распрострањење и честа је врста.